# Les Grandes-Armoises
Les Grandes-Armoises è un comune francese di 51 abitanti situato nel dipartimento delle Ardenne nella regione del Grand Est.

## Società

### Evoluzione demografica
Abitanti censiti